# Сен-Рафаэль (Вар)
Сен-Рафаэ́ль (фр. Saint-Raphaël, окс. Sant Rafèu) — коммуна на юго-востоке Франции в регионе Прованс — Альпы — Лазурный берег, департамент Вар, округ Драгиньян, супрефектура одноимённого кантона.
Площадь коммуны — 89,59 км², население — 33 804 человека (2006) с тенденцией к стабилизации: 34 115 человек (2012), плотность населения — 381,0 чел/км².

## Географическое положение
Коммуна расположена у подножия массива Эстерель на берегу средиземноморского залива Фрежюс в 49 км юго-западнее Ниццы, в 115 км восточнее города Марсель.

## Население
Население коммуны в 2011 году составляло — 33 624 человека, а в 2012 году — 34 115 человек.
| 1962  | 1968  | 1975  | 1982  | 1990  | 1999  | 2006  | 2011  | 2012  |
| ----- | ----- | ----- | ----- | ----- | ----- | ----- | ----- | ----- |
| 13425 | 17844 | 21080 | 24118 | 26616 | 30671 | 33804 | 33624 | 34115 |

Динамика населения:

## Экономика
В 2010 году из 17 958 человек трудоспособного возраста (от 15 до 64 лет) 11 833 были экономически активными, 6125 — неактивными (показатель активности 65,9 %, в 1999 году — 65,1 %). Из 11 833 активных трудоспособных жителей работали 10 228 человек (5373 мужчины и 4855 женщин), 1605 числились безработными (713 мужчин и 892 женщины). Среди 6125 трудоспособных неактивных граждан 1518 были учениками либо студентами, 2727 — пенсионерами, а ещё 1880 — были неактивны в силу других причин.
На протяжении 2010 года в коммуне числилось 18 182 облагаемых налогом домохозяйства, в которых проживало 37 257,5 человек. При этом медиана доходов составила 21 541 евро на одного налогоплательщика.

## Города-побратимы
Города-побратимы:
1. Бельгия — Гент (с 1958 года)
2. Армения — Джермук
3. Германия — Санкт-Георген (Шварцвальд) (с 1972 года)
4. Израиль — Тверия (с 2007 года)

## Климат
Сен-Рафаэль расположен на Лазурном Берегу и имеет средиземноморский климат с жарким, сухим летом и мягкой, влажной зимой. Среднегодовая температура составляет 14,4 °C со средней максимальной температурой 19,6 °C и средней минимальной 9,1 °C. Рекордные значения температур были зафиксированы 9 января 1985 года (−9 °C) и 29 июля 1983 года (+42,5 °C). Число часов солнечного сияния в году — 2748, максимальное их число (355,5) — в августе, минимальное (145,5) — в декабре. Среднегодовое количество осадков — 823 мм, распределение осадков неравномерное: минимальное число выпадает в период с июля по август, максимальное в октябре и ноябре (в оба месяца — свыше 110 мм осадков). Абсолютный рекорд осадков был зарегистрирован 13 октября 1973 года: тогда за один день выпало 130,2 мм осадков.
| Показатель                                                            | Янв. | Фев. | Март | Апр. | Май  | Июнь | Июль | Авг. | Сен. | Окт.  | Нояб. | Дек. | Год   |
| --------------------------------------------------------------------- | ---- | ---- | ---- | ---- | ---- | ---- | ---- | ---- | ---- | ----- | ----- | ---- | ----- |
| Средний суточный максимум, °C                                         | 12,5 | 13,4 | 15,3 | 17,7 | 21,0 | 24,6 | 27,8 | 27,8 | 25,0 | 21,1  | 16,2  | 13,3 | 19,6  |
| Средняя температура, °C                                               | 7,7  | 8,5  | 10,1 | 12,5 | 15,7 | 19,4 | 22,1 | 22,0 | 19,4 | 15,8  | 11,3  | 8,3  | 14,4  |
| Средний суточный минимум, °C                                          | 2,8  | 3,5  | 4,9  | 7,3  | 10,4 | 14,2 | 16,3 | 16,2 | 13,9 | 10,5  | 6,3   | 3,3  | 9,1   |
| Норма осадков, мм                                                     | 89,6 | 85,4 | 72,3 | 62,1 | 48,7 | 37,9 | 14,6 | 42,6 | 59,0 | 117,0 | 108,9 | 85,6 | 823,4 |
| Источник: Ежемесячный учёт климата в Сен-Рафаэль, с 1948 по 2002 годы |      |      |      |      |      |      |      |      |      |       |       |      |       |

## Фотогалерея
- Вид с массива Эстерель
- Массив Эстерель
- Вокзал в Сен-Рафаэле
- Драмонт
- Рейд Агай
- Река Агай